# Tucker Knight
Levi Rolla Cooper (Orlando, 24 luglio 1990) è un wrestler statunitense meglio conosciuto con il ring name Tucker Knight, che lotta nel circuito indipendente come Levi Cooper.
È noto maggiormente per i suoi trascorsi in WWE, dove ha detenuto due volte il 24/7 Championship ed è noto per aver formato con Otis il tag team noto come Heavy Machinery (dal 2016 al 2020).

## Carriera

### WWE (2013–2021)

#### NXT(2013–2019)

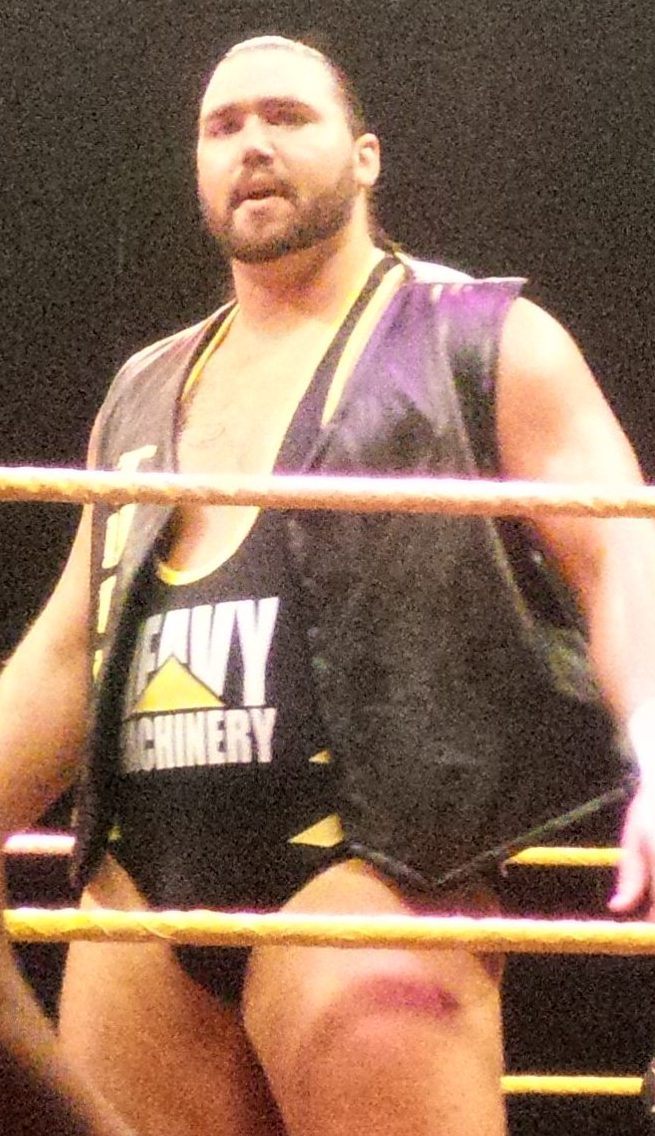
Tucker nel 2016

Cooper si unì alla WWE alla fine del college nel 2013. Dopo essere stato mandato al Performance Center per allenarsi, Cooper assunse il ring name Tucker Knight. Knight fece il suo debutto televisivo nella puntata di NXT del 1º luglio 2015 dove perse contro Baron Corbin. Nel 2015, Knight si unì ad Elias Samson per partecipare alla prima edizione del torneo Dusty Rhodes Tag Team Classic, ma vennero eliminati negli ottavi di finale dai Mechanics. Successivamente, Knight iniziò a far coppia con Otis Dozovic formando gli Heavy Machinery. Gli Heavy Machinery debuttarono a NXT il 19 ottobre 2016 durante il Dusty Rhodes Tag Team Classic dove però vennero eliminati da Austin Aries e Roderick Strong. Nella puntata di NXT del 12 luglio gli Heavy Machinery affrontarono gli Authors of Pain per l'NXT Tag Team Championship ma vennero sconfitti. Nella puntata di NXT del 14 marzo gli Heavy Machinery vennero sconfitti dagli Street Profits nei quarti di finale del Dusty Rhodes Tag Team Classic. Il 27 aprile, a Greatest Royal Rumble, Knight fece la sua prima apparizione nel roster principale entrando col numero 24 nel Royal Rumble match a 50 uomini eliminando Drew Gulak per poi venire eliminato da Big E.

#### Main roster e varie faide (2019–2020)
Nella puntata di Raw del 14 gennaio 2019 gli Heavy Machinery fecero la loro prima apparizione interrompendo il segmento di Alexa Bliss e Paul Heyman. Il loro primo incontro ufficiale (nonostante non siano ancora stati assegnati ad alcun roster) avvenne nella puntata di Raw del 21 gennaio dove sconfissero gli Ascension. Nella puntata di SmackDown del 29 gennaio gli Heavy Machinery parteciparono ad un Four Corners Elimination match che comprendeva anche i The Bar, il New Day (Big E e Kofi Kingston) e gli Usos per determinare i contendenti nº 1 allo SmackDown Tag Team Championship di The Miz e Shane McMahon per Elimination Chamber ma vennero eliminati dai The Bar. Nella puntata di Raw del 4 febbraio gli Heavy Machinery parteciparono ad un Fatal 4-Way match che comprendeva anche il B-Team, i Lucha House Party (Gran Metalik e Lince Dorado) e i Revival per determinare i contendenti nº 1 al Raw Tag Team Championship di Bobby Roode e Chad Gable ma il match venne vinto dai Revival. Il 7 aprile, nel Kick-off di WrestleMania 35, gli Heavy Machinery parteciparono all'André the Giant Memorial Battle Royal ma vennero eliminati entrambi da Braun Strowman. Con lo Shake-up del 16 aprile gli Heavy Machinery vennero assegnati ufficialmente al roster di SmackDown, apparendo poi nelle settimane successive in numerosi siparietti comici nel backstage, spesso ai danni di Mandy Rose. Il 23 giugno, a Stomping Grounds, gli Heavy Machinery affrontarono Daniel Bryan e Rowan per lo SmackDown Tag Team Championship ma vennero sconfitti. Nella puntata di SmackDown del 2 luglio gli Heavy Machinery sconfissero Dolph Ziggler e Kevin Owens, inserendosi nel match per lo SmackDown Tag Team Championship a Extreme Rules. Il 14 luglio, a Extreme Rules, gli Heavy Machinery parteciparono ad un Triple Threat Tag Team match per lo SmackDown Tag Team Championship che comprendeva anche i campioni, Daniel Bryan e Rowan, e il New Day (Big E e Xavier Woods) ma il match venne vinto da questi ultimi. Nella puntata di Raw del 30 settembre gli Heavy Machinery affrontarono Dolph Ziggler e Robert Roode per il Raw Tag Team Championship ma vennero sconfitti. Nella puntata di SmackDown del 6 dicembre gli Heavy Machinery parteciparono ad un Fatal 4-Way Tag Team Elimination match che comprendeva anche i Lucha House Party, Mustafa Ali e Shorty G e i Revival per determinare i contendenti n°1 allo SmackDown Tag Team Championship del New Day (Big E e Kofi Kingston) ma vennero eliminati dai Revival. Nella puntata di SmackDown del 31 gennaio gli Heavy Machinery parteciparono ad un Fatal 4-Way Tag Team Elimination match che comprendeva anche i Lucha House Party, John Morrison e The Miz e i Revival per determinare i contendenti n°1 allo SmackDown Tag Team Championship del New Day ma il match venne vinto da Morrison e The Miz.

#### Competizione singola (2020–2021)
Il 10 ottobre, per effetto del Draft, Tucker passò al roster di Raw, segnando dunque la fine degli Heavy Machinery. Nella puntata di Raw del 19 ottobre Tucker e El Gran Gordo (in realtà Otis mascherato) sconfissero John Morrison e The Miz. Il 25 ottobre, a Hell in a Cell, Tucker tradì Otis effettuando un turn heel attaccandolo senza farsi vedere dall'arbitro e permettendo a The Miz di vincere l'incontro, sottraendo al suo avversario la valigetta del Money in the Bank. Nella puntata di Raw del 2 novembre Tucker venne sconfitto da Ricochet; al termine dell'incontro, inoltre, Tucker venne brutalmente attaccato dalla Retribution. Nella puntata di Raw del 9 novembre Tucker vinse due volte il 24/7 Championship schienando Drew Gulak in due schienamenti simultanei, ma poi perse il titolo subito dopo contro Gran Metalik. Il 9 aprile a SmackDown, prese parte all'André the Giant Memorial Battle Royal ma venne eliminato da Cedric Alexander e Shelton Benjamin.
Il 15 aprile 2021 Tucker venne licenziato insieme a numerosi colleghi.

## Personaggio

### Mosse finali
- Project Mayhem

### Soprannomi
- "Bull-Fit"
- "Muckle Kite"
- "Tuck Shop"
- "Tucker Biscuit"
- "Tucky"

### Musiche d'ingresso
- Full Out di Eve S. Dowdle (2016)
- Deny Them Pain dei Saltybeats (2016; usata in coppia con Otis)
- Heavy dei CFO$ (2016–2020; usata in coppia con Otis)

## Titoli e riconoscimenti
- Pro Wrestling Illustrated
  - 185º tra i 500 migliori wrestler singoli secondo PWI (2019)
- WWE
  - WWE 24/7 Championship (2)